# Piotr Mormul
Piotr Mormul – polski matematyk, doktor habilitowany nauk matematycznych. Specjalizuje się w osobliwościach dystrybucji i modułów pól wektorowych, geometrii sub-Riemannowskiej oraz geometrycznej teorii sterowania. Profesor nadzwyczajny w Instytucie Matematyki i Zakładzie Matematyki Finansowej i Ubezpieczeniowej Wydziału Matematyki, Informatyki i Mechaniki Uniwersytetu Warszawskiego, a wcześniej także pracował naukowo w Instytucie Matematycznym PAN. 

## Życiorys
Piotr Mormul jest wnukiem podkomisarza Policji Państwowej Piotra Mormula zamordowanego w 1940 r. w więzieniu NKWD w Kalininie (Twer) i pochowanego na Polskim Cmentarzu Wojennym w Miednoje.
Studia matematyczne ukończył na Uniwersytecie Warszawskim. Stopień doktorski uzyskał w Instytucie Matematycznym PAN w 1990 na podstawie pracy pt. Klasyfikacja osobliwości trójek pól wektorowych na R4, przygotowanej pod kierunkiem prof. Feliksa Przytyckiego. Habilitował się na UW w 2003 na podstawie oceny dorobku naukowego i rozprawy pt. Flagi Cartana-Goursata i ich osobliwości. Członek Polskiego Towarzystwa Matematycznego.
Swoje prace publikował w takich czasopismach jak m.in. „Symmetry Integrability and Geometry-Methods and Applications”, „Journal of Mathematical Sciences”, „Contemporary Mathematics and Its Applications” oraz „Central European Journal of Mathematics”.